# Ananteris sabineae
Espèce
Ananteris sabineae est une espèce de scorpions de la famille des Ananteridae.

## Distribution
Cette espèce est endémique de Guyane. Elle se rencontre vers Maripasoula dans le massif du Mitaraka.

## Description
La femelle holotype mesure 27,7 mm.

## Systématique et taxinomie
Cette espèce a été décrite par Lourenço en 2001.

## Étymologie
Cette espèce est nommée en l'honneur de Sabine Jourdan.

## Publication originale
- Lourenço, 2001 : « Description of a new species of Ananteris (Scorpiones, Buthidae) from the south of French Guyana. » Zoosystema, vol. 23, no 4, p. 689-693 (texte intégral).